# 半边月
半边月（学名：Weigela japonica var. sinica）是忍冬科锦带花属日本锦带花的变种，为中国的特有植物。分布于中国大陆的江西、四川、广东、安徽、湖北、贵州、福建、湖南、浙江、广西等地，生长于海拔450米至1,800米的地区，多生于山坡林下、山顶灌丛和沟边，目前尚未由人工引种栽培。

## 别名
水马桑（中国高等植物图鉴） 木绣球（中国树木分类学） 杨櫨（唐本草）